# CCRMA
CCRMA (Center for Computer Research in Music and Acoustics) est un centre de recherche en musique et acoustique de l'université Stanford.
C'est une structure multi-disciplinaire où des compositeurs et des chercheurs travaillent ensemble, en utilisant les ressources offertes par la technologie comme base artistique.
Cet organisme a aussi donné le nom d'un package de MAO pour Linux Fedora, Planet CCRMA.